# Emil Volkers

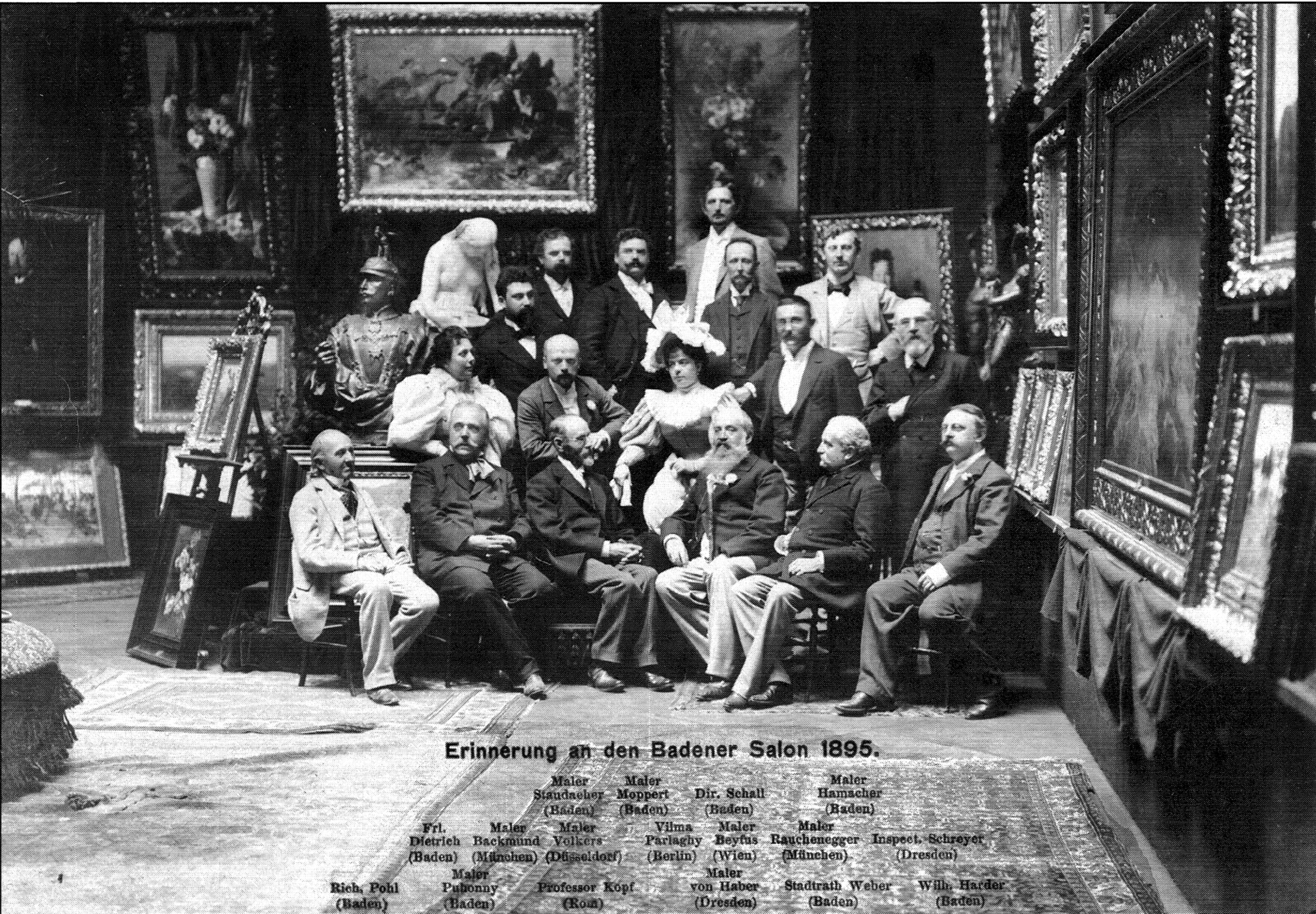
Emil Volkers auf dem Badener Salon 1895 (Zweiter von links in der zweiten Reihe von unten, zwischen den beiden Damen)

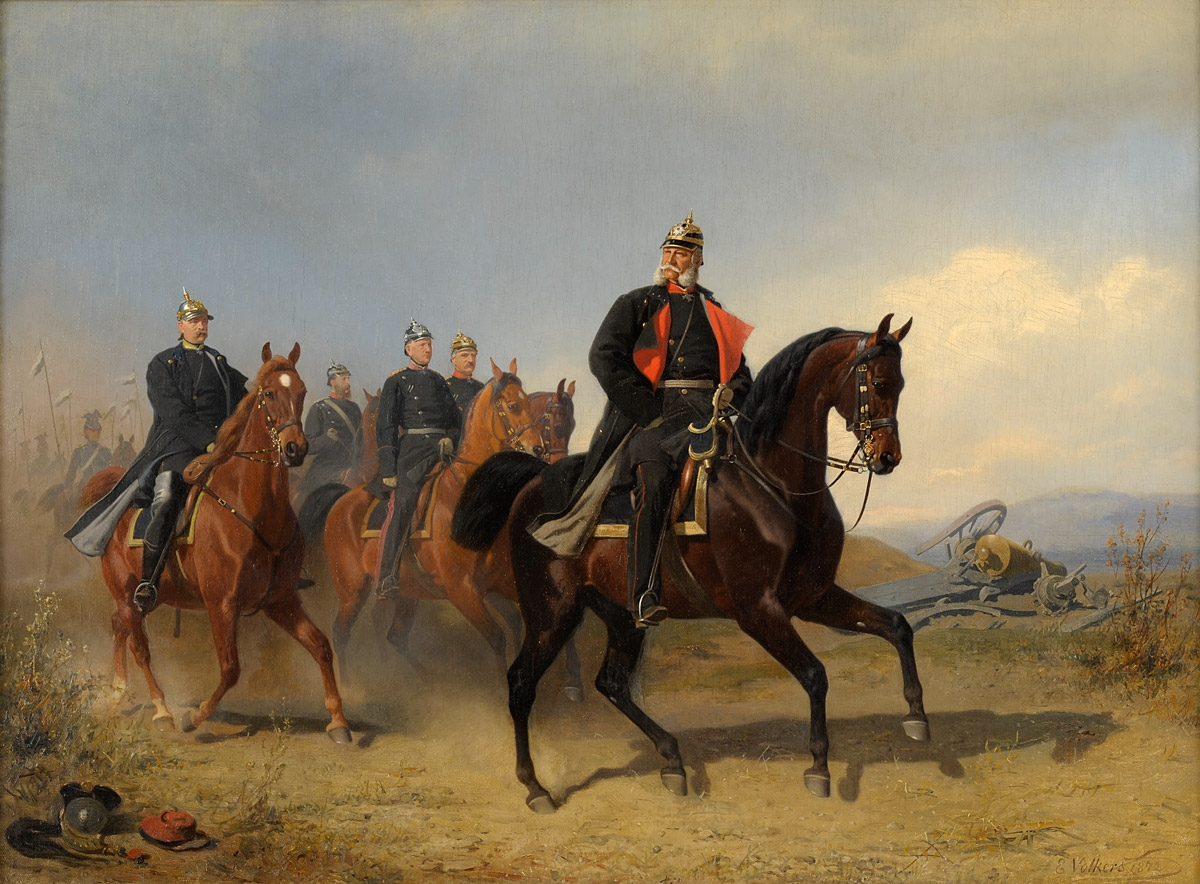
Wilhelm I. auf dem Weg zur Frontinspektion, 1872

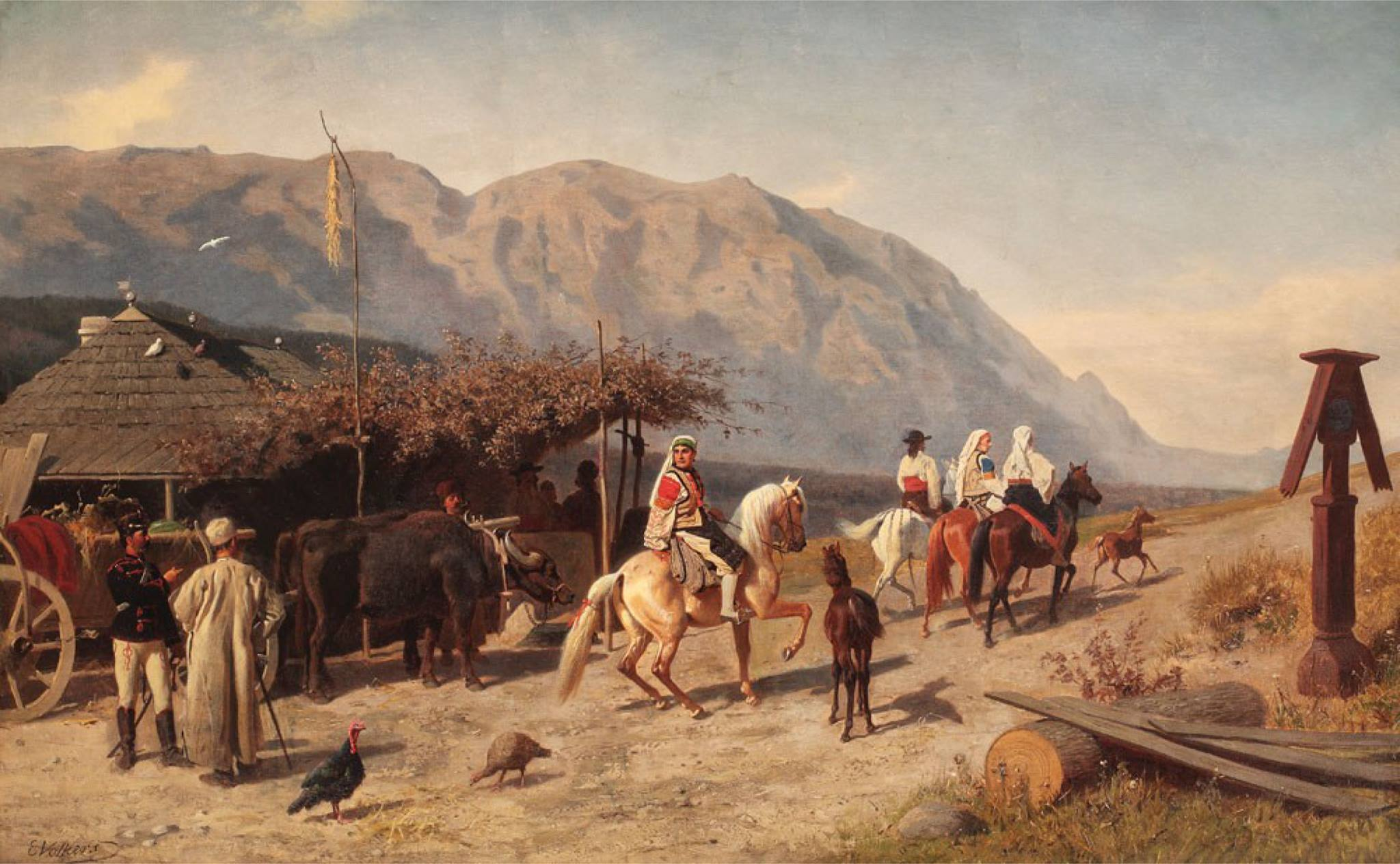
Rumänisches Landvolk, um 1875

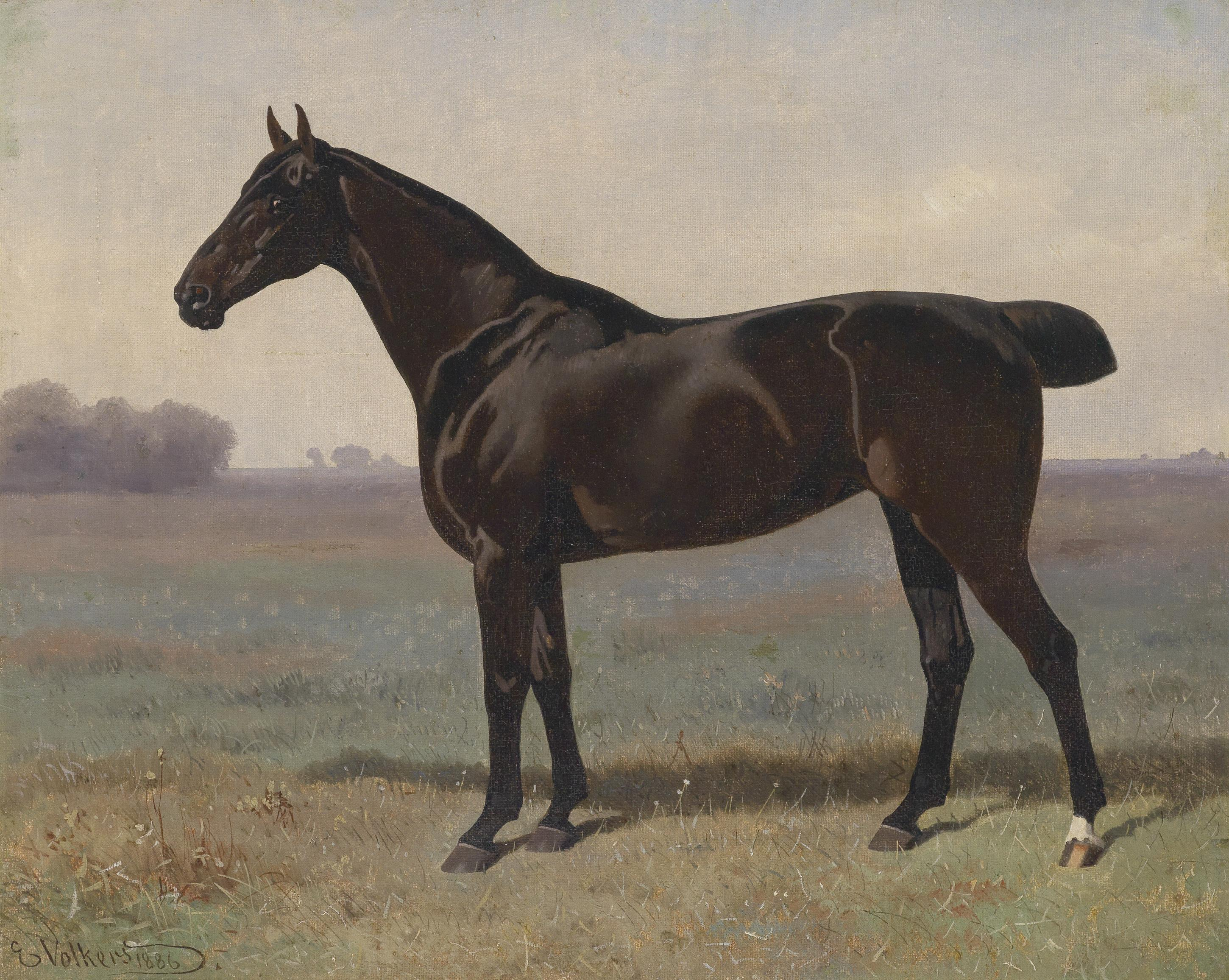
Rappe in Landschaft, 1886

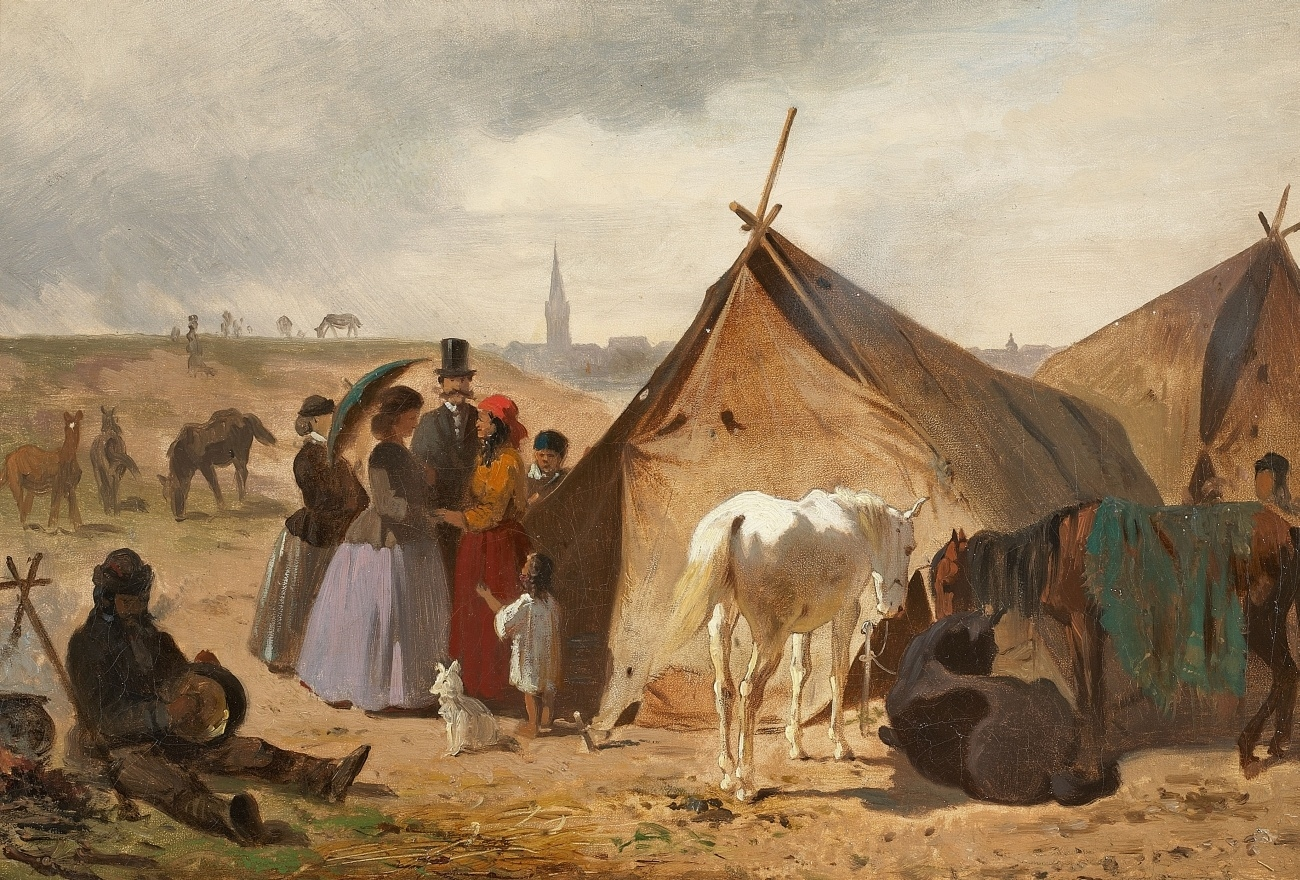
Zigeunerlager vor Düsseldorf, undatiert

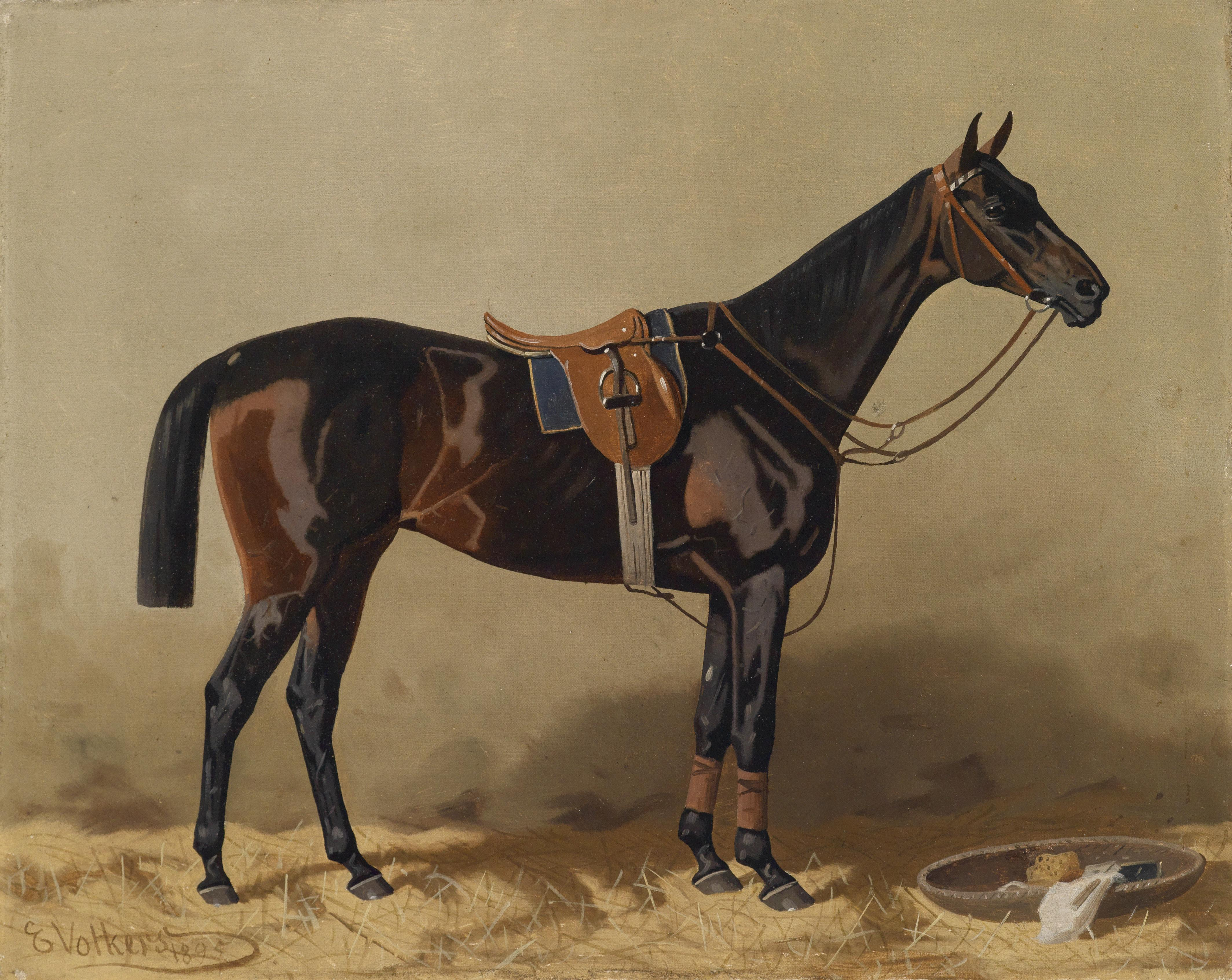
Gesatteltes Sportpferd, 1895

Emil Ferdinand Heinrich Volkers (* 4. Januar 1831 in Birkenfeld, Großherzogtum Oldenburg; † 30. Mai 1905 in Düsseldorf) war ein deutscher Pferde- und Genremaler der Münchner und Düsseldorfer Schule.

## Leben
Volkers wuchs in Birkenfeld auf, damals ein Landesteil des Großherzogtums Oldenburg, wo er bei der dortigen Poststation seine Vorliebe für Pferde entdeckte. Er begann seine künstlerische Ausbildung in der Kunstakademie Dresden unter Ernst Wilhelm Rietschel (1824–1860) und Julius Schnorr von Carolsfeld. 1852 wechselte er auf die Kunstakademie München, wo er Schüler der berühmten Pferdemaler Albrecht und Franz Adam wurde. Ab 1857 nahm Volkers dauerhaften Wohnsitz in Düsseldorf, wo er dem Künstlerverein „Malkasten“ beitrat. Von Düsseldorf aus besuchte er oftmals Pferdeställe und Gestüte, etwa das Gestüt Trakehnen in Ostpreußen, das Landgestüt Celle und den Pferdestall Friedrich Alfred Krupps an der Villa Hügel in Essen. Ferner unternahm er Reisen nach Italien und Rumänien. In der Großen Kunstausstellung Berlin 1890 errang Volkers eine goldene Medaille. Gefördert wurde Volkers durch den Fürsten Karl von Rumänien, der ihn 1867 als Hofmaler nach Bukarest berief, außerdem durch den Großherzog Friedrich August von Oldenburg, der ihn zum Professor ernannte. Die Söhne Fritz und Karl Volkers wurden ebenfalls als Pferdemaler bekannt. Ein weiterer Sohn, Max Volkers, malte Figuren und Landschaften.

## Werk (Auswahl)
Volkers trat hauptsächlich durch Pferdemalerei in Erscheinung. Zumeist fertigte er seine Bilder in Öl auf Leinwand. Hierbei schuf er auch realitätsnahe Pferdeporträts von bestimmten Pferden, die für ihre Besitzer von besonderer Bedeutung waren. Eine Kombination von Pferde- und Porträtmalerei stellen seine Reiterporträts von Wilhelm I. (1872) und Otto von Bismarck (1875) dar, die in ihrem glorifizierenden Duktus zum Personenkult des Wilhelminismus überleiten. Außerdem malte Volkers Genrebilder, besonders vom Leben auf dem Balkan, wobei er zahlreiche ethnografische Details festhielt. Manchmal wählte er auch militärische Themen, wobei stets Pferde dargestellt wurden. Seine Pferdemalerei erreichte oft eine fotorealistisch anmutende Genauigkeit. Dies bewertete ein Zeitgenosse als „allzugenaue Wiedergabe“ und als eine Verleitung zu einer „harten und unmalerischen Auffassung“, deren Ursache er dem hippologischen Interesse und Wissen des Malers zuschrieb. Außer in der Malerei war Volkers in den Fachgebieten der Zeichnung, Illustration und Grafik tätig, insbesondere für Sachbücher über Pferde, zum Beispiel für die Bücher Vorzügliche Pferderassen Europas (1869) oder Abbildungen vorzüglicher Pferde-Rassen (um 1880).
- Pferdeporträt Viktoria, 1857
- Pferdeporträt Diana, 1857
- Wilhelm I. auf dem Weg zur Frontinspektion, 1872
- Bismarck zu Pferde, 1875
- Rumänisches Landvolk, um 1875
- Pferde auf der Weide, 1881
- Rappe in Landschaft, 1886
- Pferd und Jagdhund im Stall, 1893
- Pferdeporträt Chamant, 1902
- Zigeunerlager vor Düsseldorf, undatiert
- Der Ausritt, undatiert